# 한벽당
한벽당(寒碧堂)은 대한민국 전북특별자치도 전주시 완산구에 있는, 조선 건국에 큰 공을 세운 최담(崔霮)이 태종 4년(1404)에 별장으로 지은 건물이다. 1971년 12월 2일 전라북도의 유형문화재 제15호로 지정되었다.

## 개요
승암산 기슭 절벽을 깍아 세운 이 누각은 조선 건국에 큰 공을 세운 최담이 태종 4년(1404)에 별장으로 지은 건물이다. 누각 아래로 사시사철 맑은 물이 흐르는데, 바위에 부딪쳐 흰 옥처럼 흩어지는 물이 시리도록 차다하여 〈한벽당〉이란 이름을 붙였다. 호남의 명승 한벽당에는 시인 묵객들이 쉴새 없이 찾아와 시를 읊고 풍류를 즐겼으며, 길 가던 나그네도 이곳에서 쉬어가곤 했다. 지금은 옛날 그대로의 모습을 찾기는 어렵지만 주변과 조화를 이룬 단아한 모습과 탁 트인 시야로 시민들의 발길을 멈추게 한다.

## 같이 보기
- 최담

## 참고 자료
- 한벽당 - 국가유산청 국가유산포털